# غروس فوشورن
غروس فوشورن (بالإنجليزية: Gross Fusshorn)‏ هو أحد جبال سلسلة جبال الألب البرنية وجزء من القمة الأم ألتسشورن يقع في كانتون فاليز، سويسرا. يبلغ ارتفاع الجبل حوالي 3627 متر، بينما يبلغ ارتفاع نتوء الجبل 123 متر.